# Гавриловка (Воткінський район)
Гаври́ловка (рос. Гавриловка) — присілок у Воткінському районі Удмуртії, Росія.
Населення становить 957 осіб (2010, 957 у 2002).
Національний склад (2002):
- росіяни — 57 %
- удмурти — 39 %

Урбаноніми:
- вулиці — 70 років ВЛКСМ, Дружби, Жовтнева, Камська, Меліораторів, Набережна, Радгоспна, Радянська, Тваринників

Біля присілка знаходяться дитячий табір «Юність», піщаний кар'єр та залізнична гілка від Воткінська.